# Amorphophallus asterostigmatus
Amorphophallus asterostigmatus är en kallaväxtart som beskrevs av Josef Bogner och Wilbert Leonard Anna Hetterscheid. Amorphophallus asterostigmatus ingår i släktet Amorphophallus och familjen kallaväxter. Inga underarter finns listade.